# Jean Gilles (compositeur)
Pour les articles homonymes, voir Jean Gilles et Gilles.
Œuvres principales
Requiem, motets
Jean Gilles, dit de Tarascon, est un compositeur français de la période baroque, né à Tarascon le 8 janvier 1668 et mort à Toulouse le 5 février 1705.

## Biographie
Après des débuts à Aix-en-Provence et Agde il devient maître de musique de la cathédrale Saint-Étienne de Toulouse en 1697. Sa musique, comme celle de la plupart des musiciens d'alors, est inspirée de son compatriote contemporain André Campra. On a conservé de lui 11 grands motets et plusieurs petits motets, trois lamentations, deux messes et un célèbre Requiem.
Cette dernière œuvre avait été commandée par deux fils d'un capitoul de Toulouse pour leur père défunt. Lorsque le Requiem fut terminé, plusieurs mois après le décès de leur père, les deux fils n'étaient plus si empressés de payer le compositeur. Celui-ci, furieux, décida de ne pas le faire jouer et de le réserver à ses propres funérailles. L'œuvre fut toutefois jouée une quinzaine de fois au fameux Concert Spirituel à Paris ainsi qu'aux obsèques de Rameau, de Stanislas de Pologne et de Louis XV.
Voici comment Michel Corrette rapporte la légende dans la Préface de son édition de 1764 :
« Feu Mr. Gilles, Maître de Musique de St. Étienne de Toulouze, composa sa Messe des Morts, pour le service d’un homme de distinction, de qui il avait reçu beaucoup de services pendant sa vie; mais comme l’Auteur voulait un plus grand nombre de musiciens que ceux de son Chapitre, ceux qui étaient chargés des obsèques aimèrent beaucoup mieux se passer d’entendre une si belle musique, que de faire quelque dépences extraordinaires : Gilles en fut si piqué qu’il prit la noble résolution de ne la faire entendre que pour lui après sa mort. Pour cet effet il cacheta sa partition avec son testament dans lequel il priait le Chapitre de faire chanter cette messe pour le repos de son âme. Après son décès qui arriva vers l’an 1680, agé de 33 ans, le Chapitre lui fit chanter cette messe, avec toute la pompe possible, non seulement tous les Musiciens de la Ville s’y trouvèrent généreusement, mais encore ceux des villes voisines y acoururent à l’envie l’un de l’autre, de sorte que le ville n’était remplie que de Musiciens, que le zèle et la reconnaissance attiraient pour rendre les derniers devoirs à un si habile Maitre. Outre les Amateurs qui se firent un plaisir d’y chanter, on conta deux cents Musiciens, jamais exécution n’avait été si nombreuse ».
En alternant solistes et chœurs, le Requiem de Gilles est sans doute la première œuvre qui ait adopté la forme concertante.
Bien qu'ayant été maître de musique de la cathédrale Saint-Étienne de Toulouse, lors de sa mort le 5 février 1705 il n'était qu'un simple clerc tonsuré. Le lendemain de son décès il a été inhumé dans la même cathédrale, « au cloître dans le tombeau destiné pour les enfants du chœur ».
En 1752, dans ses Lettres sur les hommes célèbres du règne de Louis XIV, Pierre-Louis d'Aquin de Chateaulyon (fils de l'organiste, claveciniste et compositeur Louis-Claude Daquin) écrivit que Gilles aurait sans doute remplacé Delalande s'il avait vécu plus longtemps (il mourut à 37 ans seulement).

## Discographie
- Le Requiem par La Chapelle royale sous la direction de Philippe Herreweghe (Harmonia Mundi) suivi du motet Diligam Te Domine, qui a aussi enregistré la version pour petite formation avec le Collegium Vocale et le Musica Antiqua Köln (collection Argenta - Archiv) suivi du Carillon des Morts de Michel Corrette.

- Le Requiem par l'ensemble vocal Sagittarius, l'Ensemble des Tambours provençaux et le Boston Camerata, sous la direction de Joël Cohen. Une version plus récente a été enregistrée par l'orchestre baroque Les Passions et le chœur Les Éléments, suivi du motet Cantate Jordanis Incolae, sous la direction de Jean-Marc Andrieu, Ligia Digital Lidi 0202196-08.
- Requiem par Ensemble vocal Philippe Caillard, Ensemble instrumental Jean-Marie Leclair, Louis Frémaux - (Mono) BnF Collection  B00I43GVK8

- L'Ensemble baroque Les Festes d'Orphée a enregistré des oeuvres peu ou pas connues, complétant de façon originale la discographie existante :
  - Grands et petits motets - 2007 - Collection Musiques des Cathédrales des Anciennes Provinces de France - Label K617 - Distribution Harmonia Mundi
  - Grands motets : Laudate nomen domini - Paratum cor meum - Laetatus sum - Velum templi scissum es
  - Petits motets : Afferte Domino - Cantus dent uberes - Usquequo Domine

- Par ses recherches approfondies, tant musicologiques qu’historiques, et son important travail de restitution de ces partitions oubliées ou perdues, Jean-Marc Andrieu s’impose comme le spécialiste de Jean Gilles. Les œuvres majeures du compositeur toulousain que le chef s’attache à mettre en lumière depuis plusieurs années ont fait l’objet de trois CD successifs et le coffret intégral est sorti en avril 2013. Concerts et enregistrements réunissent Les Passions, le Chœur de chambre Les Éléments (dir. Joël Suhubiette), Anne Magouët, Vincent Lièvre-Picard, Bruno Boterf ou Jean-François Novelli ainsi qu’Alain Buet.
  - Requiem et motet Cantate Jordanis Incolae (2008) ;
  - Lamentations et motet Diligam te Domine (2009) ;
  - Messe en ré et Te Deum (2012) ;
  - Coffret Jean Gilles réunissant les trois précédents disques (2013 ; Ligia Digital Lidi 0202256-13).
- Requiem et Le grand motet Domine Deus Meus, interprétés par Les Folies françoises, Les Pages & Les Chantres du Centre de Musique Baroque de Versailles, direction Fabien Armengaud. CD CVS 2023 (enregistrement le 8/9/12 2022).

## Hommage
Une rue du quartier de Reynerie, à Toulouse, porte son nom.